# 余象斗

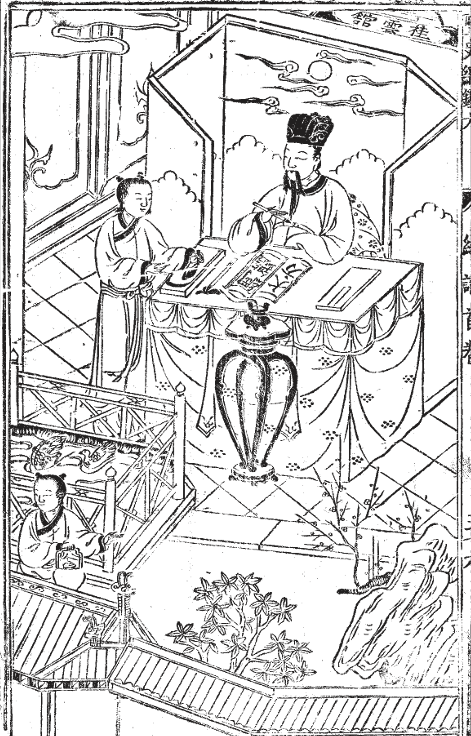
余象斗

余象斗（1550年？—1637年），字仰止，號文臺，自稱三台山人，福建建安（今建甌市）人，明朝作家。

## 生平
出身於刻书世家，余继安之孫。堂兄余彰德、弟余象贤皆為刻書家。余象斗約嘉靖二十九年（1550年）出生，大約萬曆年間人，早年读书於家庙清修寺，以儒家为业，為邵武縣儒學諸生，屢試不第，萬曆十九年棄儒從商，曾三刻《大方纲鉴》，刊有小說《列國志傳》、《全漢志傳》、《三國志傳》、《東西晉演義》等數十種。他是《南遊記》與《北遊記》与《廉明奇判公案》的作者，又著有《皇明諸司公案》（又名《續廉明公案》）六卷。此外，余象斗還聘请大量文人参与撰稿，成为书坊的寫手，如邓志谟就是《咒枣记》《花鸟争奇》《风月争奇》等小说的作者。余象斗名下的作品往往文学质量不高，文字拙劣，學者马幼垣称他为“文抄公”。崇禎十年去世。